# Westag

Das ehemalige Logo

Die Westag AG ist ein Produzent von Holzwerkstoff- und Kunststofferzeugnissen. Das Unternehmen ist in die Bereiche Türen/Zargen, Oberflächen/Elemente sowie zentrale Bereiche unterteilt. Die Aktien des Unternehmens wurden bis zum 30. Juni 2025 im General Standard der Frankfurter Börse gehandelt.

## Geschichte
Die Westag AG geht auf die Möbelfabrik Joseph Ellendorff zurück, die am 7. Dezember 1901 in das Handelsregister von Wiedenbrück eingetragen wurde. Auf Grund der wirtschaftlichen Zwänge des Ersten Weltkrieges wurde die Fabrik am 15. April 1926 an die Brüder Isaak und Gustav Thalheimer aus Hannover sowie Sigmund Hirschheimer aus Ludwigshafen am Rhein verkauft. Diese waren bis dahin auch Hauptabnehmer der Produkte. Der durch die jüdische Herkunft der Inhaber bedingte wirtschaftliche Boykott im Nationalsozialismus zwang sie 1936 in die Emigration nach England und Brasilien. Im August 1938 wurde die Firma in Westdeutsche Sperrholzwerke Hugo Bresser & Co. umbenannt, der erfolgreiche Arisierer Bresser starb nach einer Denunziation durch den anderen Teilhaber Christian Franke 1945 in NS-Haft. Nach Ende des Krieges erhielt Erich Thalheimer, Sohn von Isaak Thalheimer, das Werk zurück. 1960 erfolgte die Umfirmierung in Westag & Getalit, am 26. Juni 1961 der Börsengang. Zwischen 1989 und 1994 emittierte das Unternehmen Vorzugsaktien. Seit 2018 ist die Gesellschaft Teil der Broadview Industries AG. Diese ist eine Tochter der niederländischen Broadview Holding, die fast vollständig dem Investmentunternehmen HAL Investments gehört. Die Westag & Getalit AG wurde am 2. August 2021 in Westag AG umbenannt. Die Zulassung sowohl der Stammaktien als auch der Vorzugsaktien zum Handel im regulierten Markt der Börse Düsseldorf wurde auf Antrag der Westag AG zum Ablauf des 9. Juni 2025 widerrufen. Am 25. Juni 2025 widerrief die Frankfurter Wertpapierbörse ebenfalls auf Antrag der Westag AG die Zulassung der Westag-Aktien zum Handel im General Standard. Seit dem 1. Juli 2025 sind die Aktien der Westag AG nicht mehr börsennotiert.

## Geschäftstätigkeit
Mit den beiden Sparten „Türen/Zargen“ und „Oberflächen/Elemente“ bietet der Hersteller Bau- und Ausbauprodukten an. Das Angebot reicht von Sperrholz- und Schalungsplatten über Beschichtungsmaterialien bis hin zu beschichteten Plattenmaterialien für den Innenausbau. Darüber hinaus werden Produkte wie Türen und Zargen, Arbeitsflächen, Fensterbänke und Küchenrückwandsysteme angeboten. Die Sparte Oberflächen/Elemente ging aus der Verschmelzung der beiden vormals selbstständigen Produktsparten „Sperrholz/Schalung“ und „Laminate/Elemente“ hervor.
Die umsatzstärkste Sparte war 2005 der Bereich Türen/Zargen mit einem Umsatz von 73,2 Millionen Euro. Der Exportanteil lag bei 10,3 Prozent. Die Sparte Laminate/Elemente setzte 69,6 Millionen Euro um, 27,4 Prozent davon durch Export. Umsatzschwächste Sparte ist Sperrholz/Schalungen mit 27,1 Millionen Euro. Der Exportanteil ist dabei mit 33 Prozent am höchsten. Der Jahresüberschuss, nach IFRS, betrug 2005 5,2 Millionen Euro. Im Jahr 2006 konnte Westag & Getalit überproportional vom Aufschwung in der Baubranche profitieren. Der Jahresüberschuss betrug 2006 11,9 Millionen Euro.
Das Hauptwerk des Unternehmens befindet sich in Rheda-Wiedenbrück, das Zweigwerk liegt im etwa 15 Kilometer entfernten Wadersloh. 2024 übernahm die Westag AG die Reinaerdt Türen GmbH in Saterland.